# 274 av. J.-C.
Cette page concerne l'année 274 av. J.-C. du calendrier julien proleptique.

## Événements
- 24 avril (21 avril du calendrier romain) : début à Rome du consulat de Manius Curius Dentatus III et Servius Cornelius Merenda[1].
- Printemps : Pyrrhus, de retour en Épire, soumet la Macédoine après sa victoire sur Antigone II Gonatas, qui se replie sur Thessalonique[2].

- En Chine, victoire de Zhaoxiang, roi de Qin, sur Wei (150 000 soldats décapités)[3].

- Début de la première guerre de Syrie entre Ptolémée II d’Égypte et Antiochos Ier pour la possession de la Méditerranée orientale (fin en 271 av. J.-C.)[4].
  - Apama, fille d’Antiochos, épouse le gouverneur de Cyrénaïque Magas, demi-frère de Ptolémée II, qui fait défection. Magas envahit l’Égypte, mais est forcé de faire demi-tour par une révolte des nomades marmarides survenue dans son royaume[5]. Antiochos prend provisoirement le contrôle de zones lagides sur la côte de Syrie et au sud de l'Anatolie.
  - C’est probablement à l’occasion de ce conflit que le roi du Pont Mithridate, qui semble un allié d’Antiochos, fait appel aux Galates pour repousser les armées de Ptolémée II, fait relaté par Apollonius  d’Aphrodisias[6].